# On Streets of Danger
On Streets of Danger è il primo ed unico album dal vivo dei Vanadium pubblicato nel 1985.

## Il disco
Il disco contiene anche la traccia inedita You Can't Stop the Music, che venne accompagnata dal video promozionale.

## Tracce
1. You Can't Stop the Music (Scotto-Tessarin) - 3:30
2. Streets of Danger (Scotto-Tessarin) - 5:34
3. Get Up Shake Up (Prantera-Zanolini) - 4:25
4. War Trains (Scotto-Tessarin) - 4:31
5. We Want Live with Rock 'n' Roll (Scotto-Tessarin) - 4:51
6. On Fire (Scotto-Tessarin) - 3:45
7. Fire Trails (Prantera-Zanolini) - 3:52
8. Pretty Heartbreaker (Scotto-Tessarin) - 4:00
9. Don't Be Lookin' Back (Prantera-Zanolini) - 5:37
10. A Race With the Devil/The Hunter/A Race With the Devil (Reprise) (Prantera-Zanolini)/(Scotto-Tessarin) - 5:47

## Formazione
- Pino Scotto - voce
- Steve Tessarin - chitarra
- Mimmo Prantera - basso
- Ruggero Zanolini - tastiere
- Lio Mascheroni - batteria